# سداسي بوريد الكالسيوم
 سداسي بوريد الكالسيوم (أو بوريد الكالسيوم) مركب كيميائي له الصيغة CaB6، ويكون على شكل مسحوق بلوري أسود لماع.

## الخواص

### الكيميائية والفيزيائية
- سداسي بوريد الكالسيوم مركب غير منحل في الماء، كذلك فإنه غير منحل في الكحولات (الأغوال) مثل الميثانول والإيثانول، وهو ينحل فقط في الحموض.[3]
- يتميز بالصلادة والخمول الكيميائي وارتفاع نقطة الانصهار. تبلغ الصلادة المكروية له 27 غيغا باسكال، في حين أن صلادة كنوب Knoop hardness له تبلغ 2600 كغ/مم2. أما قيمة معامل يونغ فتبلغ 379 غيغا باسكال، أما المقاومة الكهريائية له فهي أكبر من 2·1010 Ω·m بالنسبة للبلورات النقية.[4][5]

### المغناطيسية
يتميز سداسي بوريد الكالسيوم CaB6 سوية مع سداسي بوريد الكالسيوم المشاب باللانثانوم بوجود خواص مغناطيسية حديدية ضعيفة. هذه الخاصية جديرة بالاهتمام لأن كلا من الكالسيوم والبورون لا يتمتعان بخواص مغناطيسية، لأنهما لا يملكا مدار 3d أو 4f، والتي يتطلب وجودها للخواص المغناطيسية. تلاحظ هذه المغناطيسية عند درجات حرارة مرتفعة نسبياً (600 كلفن)، وبجود عزم مغناطيسي منخفض (أقل من 0.07 {\displaystyle \mu _{\mathrm {B} }}  (مغنطون بور لكل ذرة). تعود هذه الخاصية المغناطيسية الحديدية عند درجات حرارة مرتفعة إلى الحالة المغناطيسية للغاز الإلكتروني الممدد، أو لوجود شوائب خارجية على سطح العينة. هذه الشوائب يمكن أن تشمل الحديد أو النيكل، والتي يمكن أن توجد في المصدر الذي جلب منه البورون وذلك أثناء عملية التحضير.

### الموصلية الكهربائية
وجد أن لسداسي بوريد الكالسيوم موصلية فائقة ويظهر خواص فيزيائية مميزة مثل تأثير كوندو Kondo effect. 
يعد سداسي بوريد الكالسيوم من أشباه الموصلات، وله فجوة طاقية مقدارها 1.0 eV إلكترون فولت. بالمقابل يكون للعديد من عينات CaB6 موصلية ضعيفة أحياناً، وذلك يعود إلى الإشابة غير المقصودة لوجود بعض الشوائب أو لوجود عدم تناسب في الصيغة الكيميائية للمركب.

### البنية
لمركب سداسي بوريد الكالسيوم بنية مكعبة، وهذا أمر نمطي بالنسبة لسداسي بوريد الفلزات. تتكون البنية من وحدات ثماني سطوح مكونة من 6 ذرات بورون. أي أن كل ذرة كالسيوم يحيط بها 24 ذرة بورون. تتوسط هذه الوحدات مكعب مؤلف من 8 ذرات كالسيوم. ترتبط الوحدات مع بعضها عن طريق رؤوس ثماني السطوح بروابط  B-B لتعطي شبكة ثلاثية الأبعاد من البورون. هذه البنية مشابهة لبنية كلوريد السيزيوم CsCl، حيث تحل ذرات الكالسيوم مكان ذرات السيزيوم وأيونات سداسي البوريد مكان أيونات الكلوريد.
تبلغ طول الرابطة Ca-B في المركب 3.05 Å (أنغستروم)، في حين أن الرابطة B-B يبلغ طولها 1.7 Å (أنغستروم).

## التحضير
يحضر سداسي بوريد الكالسيوم بعدة طرق مختلفة، على المستوى الصناعي يمكن أن يحضر المركب عن طريق التفاعل التالي:
CaO + 3 B2O3  + 10 Mg → CaB6 + 10 MgO
بعض الطرق الأخرى لتحضير مسحوق سداسي بوريد الكالسيوم تتضمن:
- التفاعل المباشر لفلز الكالسيوم مع البورون، كما يمكن أن يحدث ذلك باستخدام أكسيد الكالسيوم عند درجة حرارة تبلغ 1000°س.

Ca + 6B → CaB6
- مفاعلة هيدروكسيد الكالسيوم مع البورون تحت الفراغ عند 1700°س (اختزال كربوحراري).[13]

Ca(OH)2 +7B → CaB6 + BO(g) + H2O(g)
- تفاعل كربونات الكالسيوم مع كربيد البورون تحت الفراغ عند درجات حرارة تتجاوز 1400°س (اختزال كربوحراري).
- تفاعل أكسسيد الكالسيوم مع حمض البوريك بوجود المغنسيوم عند 1100°س.[3]

يمكن أن يحضر سداسي بوريد الكالسيوم عند درجات حرارة منخفضة نسبياً (حوالي 500°س). مثل تفاعل كلوريد الكالسيوم مع بورهيدريد الصوديوم حسب المعادلة:
CaCl2 + 6NaBH4 → CaB6 + 2NaCl + 12H2 + 4Na
إلا أن هذه الطريقة تعطي ناتجاً ذا جودة سيئة نسبياً.
أما الحصول على بلورات مفردة عالية النقاوة من سداسي بوريد الكالسيوم من أجل استخدامها في المهبط، فذلك يتطلب إعادة بلورة، وإجراء عملية تنقية باستخدام تقنية الصهر الموضعي. يكون معدل نمو البلورة النمطي حوالي 30 سم/الساعة، وتكون أبعاد البلورة حوالي ~1x10 سم. يحصل على أسلاك نانوية Nanowire من بلورات مفردة من سداسي بوريد الكالسيوم (قطرها 15-40 نانومتر، وطولها 1-10 ميكرون) بإجراء عملية تحلل حراري لمركب ثنائي البوران B2H6 فوق مسحوق من أكسيد الكالسيوم CaO عند درجات حرارة تتراوح بين 860-900 °س بوجود حفاز من النيكل.

## الاستخدامات
- يستعمل سداسي بوريد الكالسيوم في صناعة الفولاذ الحاوي على البورون.[3] كما يستعمل في إزالة الأكسجين أثناء تحضير النحاس الخالي من الأكسجين. يتميز النحاس الذي يزال منه الأكسجين بهذه الطريقة بأن له ناقلية أعلى من النحاس المزال منه الأكسجين عن طريق الفوسفور، وذلك لضعف انحلالية البورون في النحاس.[4]
- يستعمل سداسي بوريد الكالسيوم في صناعة المهبط (الكاثود). إلا أنه عندما يستعمل عند درجات حرارة مرتفعة فإنه يتأكسد ويفقد العديد من خواصه المميزة، بالإضافة إلى تقليل عمره الافتراضي.[15]
- يعد سداسي بوريد الكالسيوم من المواد الكهرحرارية ذات النمط السالب  (n-type) الواعدة، لأن معامل القدرة له أكبر أو يعادل المواد الكهرحرارية الشائعة مثل  Bi2Te3 (تيلوريد البزموت) و PbTe (تيلوريد الرصاص).[5]